# Championnats d'Europe de cyclisme sur piste juniors et espoirs 2021
Navigation
Championnats d'Europe 2020 Championnats d'Europe 2022
Les 21e Championnats d'Europe de cyclisme sur piste juniors et espoirs ont lieu du 17 au 22 août 2021 au sein de l'Omnisport Apeldoorn à Apeldoorn, aux Pays-Bas. 
C'est la première fois que les Pays-Bas accueillent les championnats d'Europe de la catégorie. Les championnats sont diffusés en streaming sur le site de l'Union européenne de cyclisme.

## Programme

### Juniors
| Date             | Hommes                                                   | Femmes                                        |
| ---------------- | -------------------------------------------------------- | --------------------------------------------- |
| Mardi 17 août    | Scratch, vitesse par équipes                             | Scratch, vitesse par équipes                  |
| Mercredi 18 août | Course à l'élimination, kilomètre, poursuite par équipes | Course à l'élimination, Poursuite par équipes |
| Jeudi 19 août    | Poursuite individuelle                                   | Poursuite individuelle, vitesse individuelle  |
| Vendredi 20 août | Omnium, vitesse individuelle                             | 500 mètres, omnium                            |
| Samedi 21 août   | Course aux points, keirin                                | Course aux points, keirin                     |
| Dimanche 22 août | Course à l'américaine                                    | Course à l'américaine                         |

### Espoirs
| Date             | Hommes                                         | Femmes                                         |
| ---------------- | ---------------------------------------------- | ---------------------------------------------- |
| Mardi 17 août    | Course à l'élimination, poursuite individuelle | Course à l'élimination, poursuite individuelle |
| Mercredi 18 août | Scratch, vitesse par équipes                   | Scratch, vitesse par équipes                   |
| Jeudi 19 août    | Kilomètre, poursuite par équipes               | Poursuite par équipes                          |
| Vendredi 20 août | Course aux points                              | Course aux points, vitesse individuelle        |
| Samedi 21 août   | Omnium, vitesse individuelle                   | 500 mètres, omnium                             |
| Dimanche 22 août | Course à l'américaine, keirin                  | Course à l'américaine, keirin                  |

## Résultats

### Juniors
| Épreuves               | Or                                                                                | Argent                                                                    | Bronze                                                                                        |
| ---------------------- | --------------------------------------------------------------------------------- | ------------------------------------------------------------------------- | --------------------------------------------------------------------------------------------- |
| Épreuves masculines    |                                                                                   |                                                                           |                                                                                               |
| Kilomètre              | Willy Weinrich                                                                    | Harry Ledingham-Horn                                                      | Tom Sharples                                                                                  |
| Keirin                 | Nikita Kalachnik                                                                  | David Shekelashvili                                                       | Paul Groß                                                                                     |
| Vitesse individuelle   | Nikita Kalachnik                                                                  | Willy Weinrich                                                            | Harry Ledingham-Horn                                                                          |
| Vitesse par équipes    | Grande-Bretagne Ed Lowe Marcus Hiley Harry Ledingham-Horn                         | Allemagne Luca Spiegel Willy Weinrich Paul Groß Max-David Briese          | Russie Grigorii Skorniakov Nikita Kalachnik David Shekelashvili                               |
| Poursuite individuelle | Samuele Bonetto                                                                   | Benjamin Boos                                                             | Josh Charlton                                                                                 |
| Poursuite par équipes  | Grande-Bretagne Josh Charlton Joshua Giddings Joshua Tarling Ross Birrell         | France Alexandre Boxe Eddy Le Huitouze Emmanuel Houcou Grégory Pouvreault | Russie Daniil Zarakovskiy Mark Kryuchkov Mikhail Postarnak Grigorii Skorniakov Savelii Laptev |
| Course aux points      | Milan Kadlec                                                                      | Grégory Pouvreault                                                        | Mikhail Postarnak                                                                             |
| Américaine             | Grande-Bretagne Josh Charlton Joshua Giddings                                     | Allemagne Malte Maschke Nicolas Zippan                                    | Tchéquie Matyáš Koblížek Milan Kadlec                                                         |
| Scratch                | Phillip Mathiesen                                                                 | Lorenzo Ursella                                                           | Jakub Lewandowski                                                                             |
| Omnium                 | Joshua Tarling                                                                    | Dario Belletta                                                            | Eddy Le Huitouze                                                                              |
| Élimination            | Matyáš Koblížek                                                                   | Dmitrii Dolzhikov                                                         | Dominik Ratajczak                                                                             |
| Épreuves féminines     |                                                                                   |                                                                           |                                                                                               |
| 500 mètres             | Alina Lysenko                                                                     | Iona Moir                                                                 | Rhian Edmunds                                                                                 |
| Keirin                 | Alina Lysenko                                                                     | Alla Biletska                                                             | Rhian Edmunds                                                                                 |
| Vitesse individuelle   | Alina Lysenko                                                                     | Rhian Edmunds                                                             | Iona Moir                                                                                     |
| Vitesse par équipes    | Russie Alina Lysenko Elizaveta Krechkina Elizaveta Bogomolova Varvara Blagodarova | Grande-Bretagne Jade Hopkins Iona Moir Rhian Edmunds                      | Allemagne Lara-Sophie Jäger Clara Schneider Stella Müller                                     |
| Poursuite individuelle | Zoe Bäckstedt                                                                     | Alena Ivanchenko                                                          | Marith Vanhove                                                                                |
| Poursuite par équipes  | Grande-Bretagne Grace Lister Madelaine Leech Millie Couzens Zoe Bäckstedt         | Russie Alena Ivanchenko Alina Moiseeva Inna Abaidullina Valeria Valgonen  | Allemagne Fabienne Jahrig Franzi Arendt Justyna Czapla Lana Eberle                            |
| Course aux points      | Alena Ivanchenko                                                                  | Madelaine Leech                                                           | Fabienne Jahrig                                                                               |
| Américaine             | Grande-Bretagne Millie Couzens Zoe Bäckstedt                                      | Allemagne Jette Simon Lana Eberle                                         | Pays-Bas Nienke Veenhoven Yuli van der Molen                                                  |
| Scratch                | Valentina Basilico                                                                | Marith Vanhove                                                            | Maja Tracka                                                                                   |
| Omnium                 | Millie Couzens                                                                    | Inna Abaidullina                                                          | Olga Wankiewicz                                                                               |
| Élimination            | Alina Moiseeva                                                                    | Sara Fiorin                                                               | Lana Eberle                                                                                   |

### Espoirs
| Épreuves               | Or                                                                            | Argent                                                                | Bronze                                                                        |
| ---------------------- | ----------------------------------------------------------------------------- | --------------------------------------------------------------------- | ----------------------------------------------------------------------------- |
| Épreuves masculines    |                                                                               |                                                                       |                                                                               |
| Kilomètre              | Daan Kool                                                                     | Hayden Norris                                                         | Anton Höhne                                                                   |
| Keirin                 | Mikhail Iakovlev                                                              | Daniel Rochna                                                         | Tom Derache                                                                   |
| Vitesse individuelle   | Mikhail Iakovlev                                                              | Tom Derache                                                           | Anton Höhne                                                                   |
| Vitesse par équipes    | Grande-Bretagne Hayden Norris Hamish Turnbull Alistair Fielding James Bunting | Allemagne Paul Schippert Julien Jäger Anton Höhne                     | Russie Daniil Komkov Dmitry Nesterov Pavel Rostov Ivan Gladyshev              |
| Poursuite individuelle | Tobias Buck-Gramcko                                                           | Nicolas Heinrich                                                      | Manlio Moro                                                                   |
| Poursuite par équipes  | Russie Egor Igoshev Ilia Shchegolkov Ivan Novolodskii Vlas Shichkin           | Grande-Bretagne Alfred George Max Rushby Rhys Britton William Tidball | Italie Davide Boscaro Gidas Umbri Tommaso Nencini Manlio Moro Niccolò Galli   |
| Course aux points      | Vlas Shichkin                                                                 | Diogo Narciso                                                         | Mattia Pinazzi                                                                |
| Américaine             | Grande-Bretagne Rhys Britton William Tidball                                  | Russie Ilia Shchegolkov Vlas Shichkin                                 | Pays-Bas Philip Heijnen Vincent Hoppezak                                      |
| Scratch                | Rodrigo Caixas                                                                | Tuur Dens                                                             | Daniel Babor                                                                  |
| Omnium                 | Matias Malmberg                                                               | Fabio Van den Bossche                                                 | Daniel Babor                                                                  |
| Élimination            | Maikel Zijlaard                                                               | Tim Torn Teutenberg                                                   | William Tidball                                                               |
| Épreuves féminines     |                                                                               |                                                                       |                                                                               |
| 500 mètres             | Yana Tyshchenko                                                               | Steffie van der Peet                                                  | Alessa-Catriona Pröpster                                                      |
| Keirin                 | Ksenia Andreeva                                                               | Yana Tyshchenko                                                       | Alessa-Catriona Pröpster                                                      |
| Vitesse individuelle   | Yana Tyshchenko                                                               | Ksenia Andreeva                                                       | Alessa-Catriona Pröpster                                                      |
| Vitesse par équipes    | Russie Ksenia Andreeva Serafima Grishina Yana Tyshchenko                      | Grande-Bretagne Lauren Bell Blaine Ridge-Davis Emma Finucane          | Pologne Paulina Petri Nikola Seremak Nikola Sibiak                            |
| Poursuite individuelle | Silvia Zanardi                                                                | Lara Gillespie                                                        | Abi Smith                                                                     |
| Poursuite par équipes  | Italie Chiara Consonni Eleonora Gasparrini Martina Fidanza Silvia Zanardi     | Grande-Bretagne Abi Smith Ella Barnwell Eluned King Sophie Lewis      | Pays-Bas Amber van der Hulst Lonneke Uneken Marit Raaijmakers Mylène de Zoete |
| Course aux points      | Silvia Zanardi                                                                | Shari Bossuyt                                                         | Viktoriia Yaroshenko                                                          |
| Américaine             | Italie Chiara Consonni Martina Fidanza                                        | Pays-Bas Maike van der Duin Marit Raaijmakers                         | Russie Daria Malkova Maria Rostovtseva                                        |
| Scratch                | Maike van der Duin                                                            | Maria Martins                                                         | Martina Fidanza                                                               |
| Omnium                 | Maria Martins                                                                 | Maike van der Duin                                                    | Lea Lin Teutenberg                                                            |
| Élimination            | Chiara Consonni                                                               | Maria Martins                                                         | Maike van der Duin                                                            |

## Tableau des médailles
| Rang  | Nation          | Or | Argent | Bronze | Total |
| ----- | --------------- | -- | ------ | ------ | ----- |
| 1     | Russie          | 16 | 8      | 5      | 29    |
| 2     | Grande-Bretagne | 10 | 9      | 8      | 27    |
| 3     | Italie          | 7  | 3      | 4      | 14    |
| 4     | Pays-Bas        | 3  | 3      | 4      | 10    |
| 5     | Allemagne       | 2  | 8      | 11     | 21    |
| 6     | Portugal        | 2  | 3      | 0      | 5     |
| 7     | Tchéquie        | 2  | 0      | 3      | 5     |
| 8     | Danemark        | 2  | 0      | 0      | 2     |
| 9     | Belgique        | 0  | 4      | 1      | 5     |
| 10    | France          | 0  | 3      | 2      | 5     |
| 11    | Pologne         | 0  | 1      | 5      | 6     |
| 12    | Ukraine         | 0  | 1      | 1      | 2     |
| 13    | Irlande         | 0  | 1      | 0      | 1     |
| Total | Total           | 44 | 44     | 44     | 132   |